# سيرج كلير
سيرج كلير (بالإنجليزية: Serge Clair)‏ هو سياسي موريشيوسي، ولد في 1 أبريل 1940 في موريشيوس. انتخب Chief commissioner ‏.